# 僕は天使じゃないよ
『僕は天使じゃないよ』は、2005年4月28日に130cmから発売されたアダルトゲームである。
本作は大正末期から昭和初期の日本を描いた懐古調のBDSMゲームであり、退廃的で憂鬱な物語性と救われない結末から鬱ゲーとして知られている。
本作のテキストは台本のような書き方となっており、キャラクターの心情はかっこ書きとなっている。
キャラクターデザインは、『檸檬 〜影絵亭ノスタルジヤ〜』や『かなりあ』三部作に携わったさっぽろももこが手掛けており、音楽はさっぽろとBIGたあぼうが手掛けた。
2017年12月、ビジュアルアーツのアプリマーケット「アニゲマ」から、本作のAndroid移植版が配信された。

## あらすじ
主人公・北見 市蔵は、上得意の古物商を通じて、会員制の秘密倶楽部『マスカレヱド』に入会し、見世物として現れた女・柘榴に興味を抱く。
また、市蔵は『マスカレヱド』で出会った翠子とその同行者ローザにも興味を抱く一方、孤児院・ロザリオ園の百合乃とも手紙を通じた交流を深める。
そんな中、『マスカレヱド』の主催者が事業失敗に伴って引退せざるを得なくなり、 市蔵は主催者の座と柘榴を手中に収める。やがて、市蔵は百合乃をも手に入れ、恥辱を与えたときの美しさに見とれてしまう。
そして、市蔵は不安と絶望にさいなまされた倒錯の日々を送る。

### 百合乃ルート
トゥルーエンド
百合乃はロザリオ園の運転資金を得るべく、マスカレヱドにてM嬢の仕事を引き受けた。だが、プレイのショックにより精神退行を起こしたため、市蔵から連れ出される。
市蔵は一度彼女を殺すことを考えるが、最終的には彼女をロザリオ園に戻す。だが、市蔵と離れたくない彼女は、ロザリオ園に放火する形で焼身自殺した。

### 柘榴ルート
トゥルーエンド
市蔵は小梅と引き換えにマスカレヱドから柘榴を救出し、二人で満州へ移住したが、病気になってしまう。
柘榴が薬代のために日本兵に身体を売っていたことを知った市蔵は悲しみ、彼女への愛情に気づく。
翌日、二人で北に向かうそりの中で、柘榴は寒さを感じた。

## 登場人物
北見 市蔵
本作の主人公。裕福な家の長男として生まれる。入り婿である父を嫌って家を出たものの、その後も、金を無心に父の元へ戻ることはある。
西洋の精神医学を研究中と言いつつも、労働意欲はなく、SM系雑誌へ投稿したり同じ趣味を持つ者と文通したりと、自堕落な生活を送っている。
上得意の古物商を通じて秘密倶楽部『マスカレヱド』に入会する。
気まぐれでロザリオ園に寄付をしたことから、百合乃に興味を持つ。
丘 百合乃
声：朝咲そよ
孤児院ロザリオ園の修道女。
8年前に捨てられたところを、のちの現院長に拾われ、ロザリオ園で育てられる。
寄付の礼文を書いたことがきっかけで、市蔵とは手紙を通じたやり取りを重ねている。彼の本性を知らぬまま、市蔵のことを足長おじさんとして慕っている。
柘榴（ざくろ）
声：田中美智
『マスカレヱド』で見世物として現れた女。二つにしたお団子頭と、背中の龍の刺青が特徴。
国籍も明らかにされておらず、柘榴という名前も本名かどうか不明。
芳野 翠子（よしのみどりこ）
声：森ちさと
『マスカレヱド』へパトロンと来た美女。銀座の高級カフェーのホステスで、自らの美貌を武器に男たちを翻弄している。
自信家であると同時に人心掌握にたけており、『マスカレヱド』内での影響力を高めていく。
なお、本人は過去について語ることは少ないものの、時折関西地方の方言が出てしまうことがある。
ローザ
声：森川陽子
翠子の連れとして『マスカレヱド』を訪れた、金髪碧眼の美少女。
人形のような美貌とは裏腹に、自らに触れた男を爪で傷つけるほどの獣性を秘めている。
田辺 小梅（たなべこうめ）
声：佐々木あかり
市蔵の身の回りの世話をする盲目の女性。無口だが、家事はしっかりこなす。
元々は市蔵の父の女中の一人であり、市蔵の妹分でもある。

## スタッフ
- 原画・キャラクターデザイン：さっぽろももこ
- 音楽：BIGたあぼう、さっぽろももこ
- シナリオ：うつろあくた

## 関連商品
- 僕は天使じゃないよ <パンプキンノベルズ>

著：沢野翔　2005年8月1日発売

## 開発
本作の原案はさっぽろももこが作成した。
同じくさっぽろが製作に参加した『檸檬 〜影絵亭ノスタルジヤ〜』とは対照的に、本作のコンセプトは戦争に向かう暗い時代に据えられ、各キャラクターのストーリーも救いのない結末が用意されている。
シナリオ担当のうつろあくたは、Galge.comとのインタビューの中で、各キャラクターのストーリーは「華々しく終わる」というコンセプトで執筆したと述べており、「ハッピーエンドではないが、バッドエンドだとは思っていない」としている。

## 評価
『ノラと皇女と野良猫ハート』のシナリオライター・はとは本作のテンポ感を評価している。
Lenekoはおたぽるに寄せた記事の中で、本作を「人によっては完全に拒絶するタイプ」だと断りを入れたうえで、「鬱ゲーが苦手な方であっても、エロゲーの歴史を知る上では重要な作品なので、プレイ候補リストの末端には入れてほしい」と評価している。